# Antonio Rebollo
Antonio Rebollo Liñán (* 19. června 1955 Madrid) je španělský lukostřelec. V důsledku dětské obrny trpí omezenou schopností chůze. Na Paralympijských hrách získal v roce 1984 stříbro mezi jednotlivci, v roce 1988 bronz mezi jednotlivci a v roce 1992 stříbro v soutěži družstev. Při zahajovacím ceremoniálu Letních olympijských her 1992 v Barceloně byl pověřen zapálením olympijského ohně, které proběhlo netradičním způsobem, když Rebollo na ztemnělém stadionu Estadi Olímpic Lluís Companys vystřelil hořící šíp do vysoko umístěné nádrže s hořlavinou.